# Tianjin Health Industry Park
Il Tianjin Health Industry Park è stato un torneo professionistico di tennis giocato su campi in cemento. Faceva parte dell'ATP Challenger Tour. Si é giocato solo un'edizione a Tientsin in Cina nel 2014.

## Albo d'oro

### Singolare
| Anno | Campione    | Finalista            | Punteggio     |
| ---- | ----------- | -------------------- | ------------- |
| 2014 | Blaž Kavčič | Aleksandr Kudrjavcev | 6–2, 3–6, 7–5 |

### Doppio
| Anno | Campioni                   | Finalisti            | Punteggio           |
| ---- | -------------------------- | -------------------- | ------------------- |
| 2014 | Robin Kern Josselin Ouanna | Jason Jung Evan King | 6(3)–7, 7–5, [10–8] |